# Hirsz Perec Chajes
Hirsz (Cvi) Perec Chajes (ur. 1876 w Brodach koło Lwowa, zm. 1927 w Wiedniu) – polski Żyd i austriacki rabin, naczelny rabin Triestu i Wiednia, stryjeczny brat Wiktora Chajesa
Pochodził z osiadłej w Polsce od XVI wieku rodziny żydowskich kapłanów i uczonych. Naukę rozpoczął we wczesnym dzieciństwie pod kierownictwem swojego stryja, rabina brodzkiego. W 1894 roku złożył egzamin maturalny w Brodach, po czym wyjechał studiować orientalistykę w Wiedniu. Zapisał się również na tamtejsze Seminarium Rabiniczne.
W 1899 roku napisał rozprawę doktorską na temat Ewangelii Świętego Marka, którą obronił w Berlinie. Próbował w niej udowodnić istnienie hebrajskojęzycznej wersji Ewangelii.
W 1900 roku został sekretarzem Instytutu Orientalistyki Uniwersytetu Wiedeńskiego.
Po powrocie do Galicji objął etat nauczyciela religii mojżeszowej w lwowskim gimnazjum.
W 1902 roku zaproponowano mu etat profesorski na Collegio Rabbinico we Florencji, który sprawował do 1911 roku.
W 1912 roku wybrany rabinem miasta Triestu. Sześć lat później jako pierwszy polski Żyd objął funkcję naczelnego rabina miasta Wiednia. Związał się wówczas z popularnym w Austrii ruchem syjonistycznym. Nauczał w żydowskim gimnazjum w Wiedniu (obecnie: im. Hirsza Pereca Chajesa).
Zaangażowany w syjonizm, pozostawał w latach 1921–25 prezesem Actions-Comite oraz członkiem kuratorium Uniwersytetu Hebrajskiego w Jerozolimie. Skonfliktowany ze środowiskiem ortodoksów ostatecznie nie objął katedry na tamtejszej uczelni.
Rodzinnie związany z Wiktorem Chajesem, wiceprezydentem Lwowa w latach 1930–39.